# ヘッセン大公国

ヘッセン大公国
Großherzogtum Hessen

国の標語: 神・名誉・祖国(Gott, Ehre, Vaterland)国歌: Hessenlied
ドイツ帝国内におけるヘッセン大公国

ヘッセン大公国 （ドイツ語: Großherzogtum Hessen）は、ドイツ中部にかつて存在した国。神聖ローマ帝国の解体後、1806年にナポレオンがかつてのヘッセン＝ダルムシュタット方伯を大公の位に格上げした結果成立した。この成立の経緯から、この国は時にヘッセン＝ダルムシュタットと呼ばれていた。

## 歴史
ナポレオンのライン同盟に初代大公ルートヴィヒ1世が参加したことから、1815年のウィーン会議で領土の多くを割譲せざるを得なかった。ヴェストファーレン公国の領土は、1803年に帝国代表者会議主要決議からヘッセン＝ダルムシュタットが獲得したもので、のちプロイセン王国へ割譲された。しかし、マインツにあった封建時代の重要な要塞を含む、ライン川左岸の数カ所の領土を受け取っている。
1816年、大公国は正式な国名を「ヘッセンおよびバイ・ライン大公国（ドイツ語: Großherzogtum Hessen und bei Rhein）」と変更した。 1820年、ルートヴィヒ1世は憲法を制定し、二院制の議会を開設したが、そもそもルートヴィヒ自身が議会を危険視していたために議員の権限及び代議士の資格は大きく制限された。さらに、死亡率低下に伴う人口増加に対して因習的な農業及び工業の生産性が向上しなかったため、ヘッセンでは社会不安が増大したがルートヴィヒは弾圧を以て応じた。
1834年、ギーセン大学の医学生であったゲオルク・ビューヒナーと小学校教員であったフリードリヒ・ルートヴィヒ・ヴァイディヒは、農民や手工業者に蜂起を促し大公国の体制転覆を図る宣伝パンフレット『ヘッセン急使』を制作した。革命の企ては失敗に終わったが、『ヘッセン急使』はよく知られた政治文書となった。
1867年、公国北部が北ドイツ連邦の一部となった。1871年、大公国はドイツ帝国の構成国家となった。最後の大公エルンスト・ルートヴィヒ（イギリス女王ヴィクトリアの孫で、ロシア皇后アレクサンドラ・フョードロヴナの実兄）は第一次世界大戦後に退位させられた。大公国は共和制のヘッセン人民州となった。
国土の大半はフランクフルト・アム・マイン、ヴァルデック地域、プロイセン領ヘッセン＝ナッサウ州と連合して新たにヘッセン州を形成し、第二次世界大戦敗戦まで続いた。ヘッセン＝ナッサウからモンタバウル行政区を除いた部分、そしてライン川左岸のヘッセン＝ダルムシュタット部分がラインラント＝プファルツ州となった。飛び地のバート・ヴィンプフェンはバーデン＝ヴュルテンベルク州の一部となった。
第2代大公ルートヴィヒ2世の四男アレクサンダーとその妻ユリア・ハウケの子供たちはヘッセン家から分かれ、両親の隠遁地バッテンベルクにちなみバッテンベルク家となった。バッテンベルク家はヨーロッパ各国の王家と結婚により結ばれている。イギリスへ移ったアレクサンダーの長男ルイスは家名をバッテンバーグ家、そしてマウントバッテン家と改めた。ルイスの娘アリスの長男はエリザベス2世の王配フィリップである。イギリスでは1960年に女王とフィリップの間の子孫はマウントバッテン＝ウィンザー家（Mountbatten-Windsor）とする勅令が出ている。

## ヘッセンの地域区分

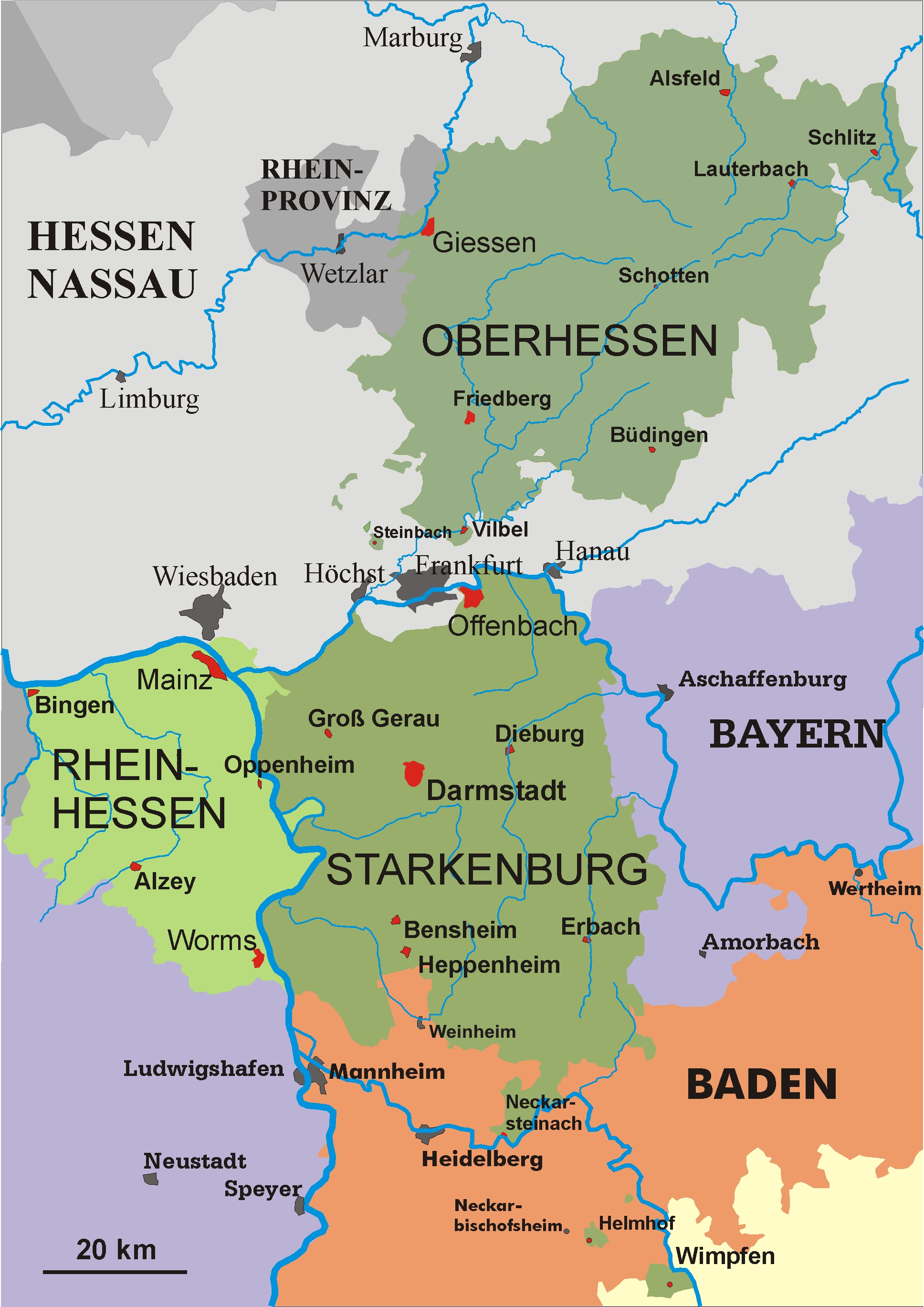
3分割されたヘッセン大公国: 上ヘッセン、シュタルケンブルク、ライン・ヘッセン

ヘッセン大公国は3つに分割された。
- シュタルケンブルク（en:Starkenburg）- 首都：ダルムシュタット。ライン川右岸、マイン川南部
- ライン・ヘッセン（en:Rhenish Hesse）- 首都：マインツ。ライン川左岸、ウィーン会議により獲得した領土
- 上ヘッセン　-　首都：ギーセン、マインツ川北部、1866年にプロイセンに併合されたフランクフルト・アム・マインによってシュタルケンブルクから離されている。

## 君主一覧
1. ルートヴィヒ1世（在位：1806年 - 1830年）
2. ルートヴィヒ2世（在位：1830年 - 1848年）
3. ルートヴィヒ3世（在位：1848年 - 1877年）
4. ルートヴィヒ4世（在位：1877年 - 1892年）
5. エルンスト・ルートヴィヒ（在位：1892年 - 1918年）